# Rock de Concepción

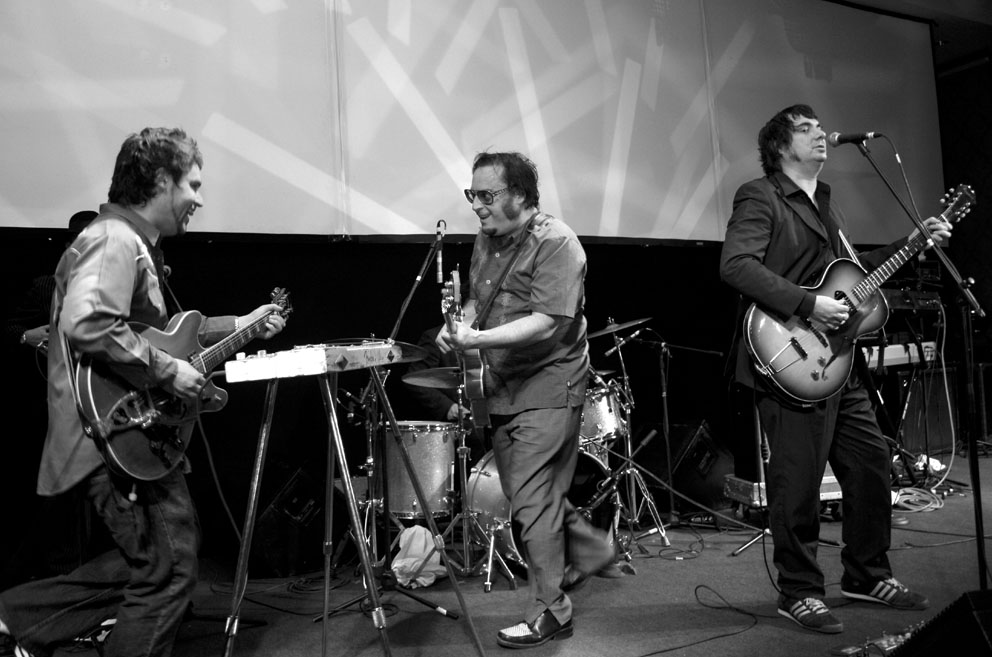
Los Tres, una de las bandas chilenas más reconocidas internacionalmente, comenzó su carrera como una banda independiente en la ciudad de Concepción

El rock de Concepción o rock penquista, hace referencia al estilo y escena musical de rock proveniente de la ciudad chilena de Concepción, la cual es conocida como «la cuna del rock chileno» debido a varias bandas de prestigio nacional e internacional que han salido de esta ciudad, como Los Tres, Los Bunkers, De Saloon, Santos Dumont, Emociones Clandestinas o Machuca.
Una de las bandas más conocidas a nivel local es Julius Popper. También destaca el trabajo de Feliciano Saldías, antiguo vocalista de Machuca y Zurdaka, además de finalista del reality Protagonistas de la música (2003), que actualmente trabaja en proyectos solistas. Otras bandas reconocidas actualmente activas son:  Los Muertos, Peter Ron, Emana, Julia Smith, Niño Cohete, The Polvos, Kayros, Lucho Astudillo, Inilia, Friolento, Resilentes, 432, Veneno, Pegotes, Tierra Distante, Dulce y Agraz, entre otros.[cita requerida]

## Locales, eventos y festivales

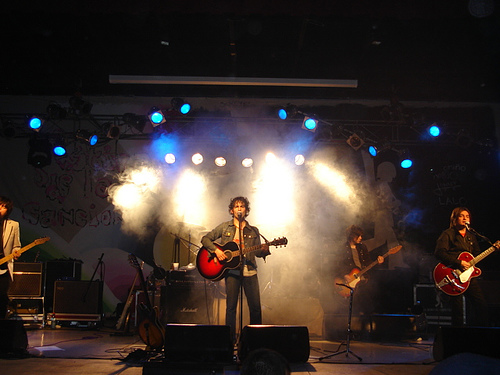
Los Bunkers, presentándose en 2006. En la imagen, de izquierda a derecha: Francisco Durán, Álvaro López, Gonzalo López y Mauricio Durán.

Los bares más reconocidos del Gran Concepción, en los cuales se presentan las bandas de rock emergentes, se encuentran en torno a la Plaza Perú, frente a la Universidad de Concepción, Barrio Estación, este último dio nombre al álbum Barrio Estación (2008) de Los Bunkers  y los locales ubicados en el epicentro del Barrio Norte penquista; como es el caso del ya Mítico "Casa de Salud" ubicada específicamente en el número 574 de la calle Brasil. Asimismo, se destaca el nacimiento de bandas ligadas al under y ambiente universitario, que marcaron presencia en el circuito de los bares más populares del Concepción anterior al año 2000, como fueron "los Falsos", banda de blues y rock que, formada por 6 integrantes, que proponían música de autoría, en bares como "El Mezcal" (ex cariño malo) y el mítico "Medio Toro". Por otra parte, "Sol Naciente Rock-Blues" https://www.reverbnation.com/solnacienterock , que con música propia y liderados por Carolina Rozas, vocalista,  se presentaban en festivales universitarios entre los años 2002 y 2005, además de bares como el popular "El Refugio", lugar al que también llegaban bandas como Kayros, Peter Ron y Fe de erratas.

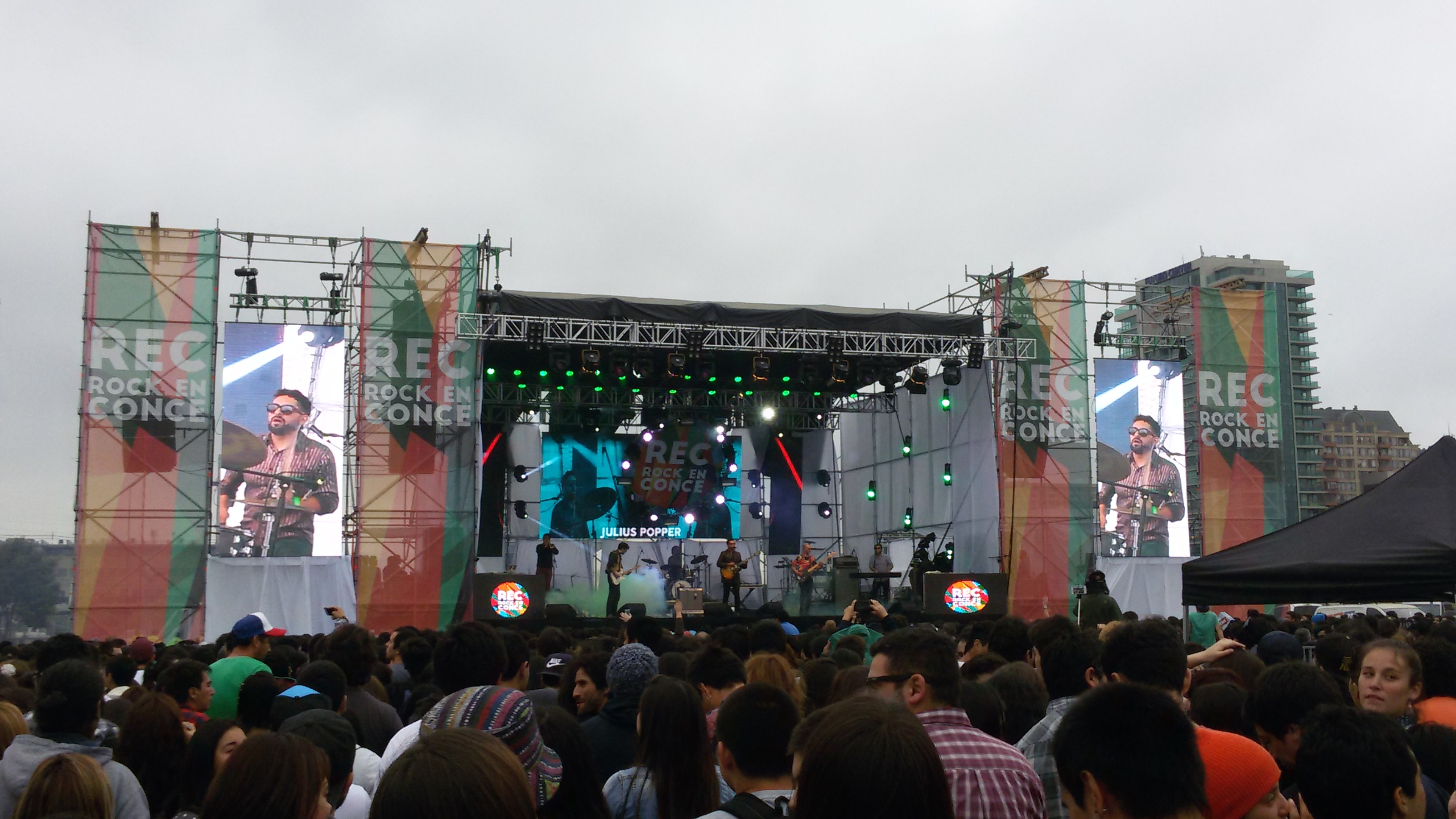
Julius Popper en el Festival Rock en Conce, 2015.

Entre los festivales de rock que se realizan en la zona, uno de los más importantes de Chile y Sudamérica, es el festival REC, el más grande del país, gratuito, al aire libre y que en su última versión contó con cuatro escenarios, 46 artistas y diversidad de estilos musicales. Luego de la primera edición el 2015 en el parque Bicentenario, el festival continuó siendo realizado en el mismo lugar una vez al año, donde ha destacado la presencia de bandas chilenas en todas sus ediciones como Emociones Clandestinas, Los Bunkers, Los Miserables, Los Jaivas, Kuervos del Sur, Fiskales Ad-Hok, Machuca, Veneno, Cangaceiro, Los Muertos, Javiera Parra y los imposibles, Los tetas, Weichafe  y Yajaira entre otros. De los artistas internacionales más importantes a podemos nombrar a Primal Scream, The Cardigans, Babasónicos, Mala Rodríguez, Kula Shaker, Starship y Bersuit Bergarabat entre otros. El evento es impulsado y financiado por el Gobierno Regional de Biobío y producido, en esta séptima versión, por Teatro Biobío. Otros festivales de rock que se realizan en la zona: Festival de bandas emergentes «Puerto Rock», organizado desde 2014 por el bar ZalsiPuedes de Talcahuano, «Los Conciertos de Gnomo», realizado en el bar Casa de Salud,[cita requerida] «Bioparlante», en San Pedro de la Paz, el cual en 2010 contó con la presencia de Jimi Jamison, antiguo vocalista de la banda Survivor.[cita requerida] y los ya extintos, pero que marcaron historia como "Un grito de fin de siglo" (Tres ediciones) y "La Octava maravilla" (Tres ediciones)
Además está el festival anual de Bandas UdeC, donde distintas bandas universitarias de presentan en el Foro de la Ciudad Universitaria de Concepción ante un público que supera las dos mil personas.[cita requerida] Los ganadores de este evento han sido los siguientes:[cita requerida]
| Año  | Primer lugar             | Segundo lugar  | Tercer lugar              |
| ---- | ------------------------ | -------------- | ------------------------- |
| 2007 | Romería de Santa Fortuna | Julius Popper  | -                         |
| 2008 | Julius Popper            | -              | Los Vagonetas             |
| 2009 | Maos Blues               | Les Corts      | -                         |
| 2010 | Niño Cohete              | Turangalila    | Les Corts                 |
| 2013 | El Increíble Sr.Corbata  | Los Viejóvenes | Carmen San Diego/Slobodan |

Los Premios Ceres de artes del Biobio
| Años | Artes musicales | Premio | Trabajo   |
| ---- | --------------- | ------ | --------- |
| 2020 | Música popular  | Inilia | Autómatas |

## Producción musical
Dentro de los estudios de grabación están Souvenir Estudios, FW estudios, y estudios RAMSES.[cita requerida]
Entre los sellos independientes destaca Beast Discos, que incluye trabajos de bandas de rock local como Niño Cohete, además de otros artistas nacionales, como Colombina Parra, miembro de la familia Parra y vocalista de Los Ex.
Las bandas suelen distribuir sus álbumes y EP en sus presentaciones, así como a través de Internet, ofreciendo descargas gratuitas o servicios de venta a través de sitios como Portaldisc.cl.